# Баязид-хан
Баязид-хан (перс. بايزيد خان کرانی, бенг. বায়েজীদ খান কররানী; д/н — 1572) — султан Бенгалії у 1572 році.

## Життєпис
Походив з династії Каррані. Син султана Сулейман-хана. У 1567—1568 роках був одним з очільнкиів султанського війська, з яким було повалено династію Бхой та підкоренно Оріссу. 1572 року після смерті брата спадкував владу.
Невдовзі оголосив про незалежність від Великих Моголів, що відбулося у заміні імені падишаха Акбара на Баязид-хана в хутбі та початку карбувані власної монети. Ці дії налаштували афганських шейхів і сановнкиів його батька проти Баязида, зробивши його непопулярним серед них, оскільки ті побоювалися могольського вторгнення. Через 2 місяці султана було вбито власним швагером Гансу, але невдовзі той загинув внаслідок змови візира Луді-хана. Але й цей не втримався у владі, оскільки його повалив Дауд-хан, молодший брат Баязида.